# Tyrus Wong
Tyrus Wong, född 25 oktober 1910 i Taishan i Kina, död 30 december 2016 i Sunland-Tujunga norr om Los Angeles i Kalifornien, var en amerikansk konstnär som bl.a. arbetat inom filmindustrin.
1920 flyttade Wong med sin far till Los Angeles. Wong studerade konst och specialiserade sig på akvarellmålning. På 1930-talet fick han anställning på Walt Disneys animationsstudio. Hans inspirationsskisser i förarbetet till den tecknade filmen Bambi fick sådan uppmärksamhet att Disney gav honom uppgift att helt och hållet arbeta med skogslandskapet där de tecknade djuren skulle uppträda. Wong lämnade dock studion innan Bambi hade premiär och arbetade sedan i 25 år hos Warner Brothers. Därefter ägnade han sig åt sitt eget måleri.
2001 fick Wong utmärkelsen "Disney Legends".
Den amerikanska filmaren Pamela Tom arbetar med en dokumentär om Tyrus Wong; arbetsnamnet är "Brushstrokes in Hollywood".